# Philaccolilus ramuensis
Philaccolilus ramuensis is een keversoort uit de familie waterroofkevers (Dytiscidae). De wetenschappelijke naam van de soort is voor het eerst geldig gepubliceerd in 2000 door Balke, Larson, Hendrich & Konyorah.